# Medalla Jabach
Con la Medalla Jabach, la ciudad alemana de Colonia distingue a personalidades de la vida social y cultural por sus méritos extraordinarios.
La Fundación Jabach-Medaille fue creada en 1966 por el Consejo municipal de la Ciudad de Colonia, en homenaje al obispo de Colonia, coleccionista y mecenas Everhard Jabach, representante de la familia Jabach. El premio no está regulado en el tiempo y puede entragarse a intervalos irregulares. La propuesta para la concesión de la Medalla parte del alcalde y una comisión de Cultura de la ciudad de Colonia. La Comisión encargada está compuesta por el alcalde de la ciudad, el presidente del Kulturausschusses, representantes del Ayuntamiento, el Kulturdezernenten y el director del museo.
La medalla es de plata, de 80 mm de diámetro y fue diseñada por el artista Hans Karl Burgeff en 1966. En la parte frontal aparece la imagen de Eberhard Jabach y en el reverso, el escudo de armas de Colonia con la inscripción en lengua latina MAECENATIBUS GRATA CIVITAS COLONIENSIS. 

## Ganadores
- 1967: 
  - Hermann Josef Abs, Frankfurt.
  - Walter Franz, Köln.
  - Günter Henle, Duisburg.
  - Elisabeth Reintjes van Munster, Emmerich am Rhein.
  - Lotte Scheibler, Köln.
  - Werner Schulz, Köln.
  - Franz Benno Wolff-Limper, Köln.
- 1970: Peter Ludwig
- 1974: 
  - Gertrud Funke-Kaiser y Karl Funke-Kaiser, Köln.
  - Hans W. Siegel.[1]
- 1976: Carola Peill.
- 1977: 
  - Elisabeth Treskow.
  - Walter Neuerburg.[2]
- 1978:
  - Rosa Elena Luján de Traven Torsvan.[3]
  - Jürgen von Lochow.[4]
- 1980:
  - Kurt Hansen.[5]
  - Karl Löffler.
- 1985: 
  - Walter Oppenhoff.
  - Leo Fritz Gruber.[6]
- 1989:
  - Ellen Doetsch-Amberger.[7]
  - Heinz vom Scheidt.[8]
  - Barbara Schu Die Sammlung Schu.[9]
- 2000: 
  - Friedrich Wilhelm Christians.
  - Irene Greven.
  - Irene Ludwig.
  - Paolo Viti.
- 2012:
  - Gérard Corboud.
  - Ludwig Theodor von Rautenstrauch.
- 2016: Josef Haubrich (póstuma).[10]